# Piperrak
Piperrak és un grup de música punk de La Ribera (entre La Rioja i Navarra), que es va formar als anys 90 i van publicar 2 discs i una maqueta.
Després de 8 anys, l'any 2007 tornen als escenaris en una sèrie de concerts on l'únic membre que no segueix al grup és el guitarra. Josetxu (de Lodosa), Txitxarro (de Alcanadre), Rufo (de Pradejón) y Javi (també de Pradejón) van tornar junts als escenaris el 13 de gener de 2007, novament sota el nom Piperrak, al festival Hatortxu Rock de Berrioplano (Navarra).
En el seu retorn, la banda va tornar als escenaris catalans el 28 de juliol de 2007 l'edició del festival musical del Rebrot, en l'edició de l'any 2007, a Argentona.
L'origen del nom ve de la tradició hortícola de la zona, ja que «piperrak» significa «pebrots» en basc.

## Components
- Josetxu: veu i mirlitó
- Fermín: guitarra i cors
- Txitxarro: baix i cors
- Rufo: bateria

## Discografia

### Discos[2]
- El primer disc fou Arde Ribera, Discos Suicidas, 1994.

1. Odio
2. Ilargi betea
3. Demokratzia
4. Basta ya!
5. Bush Satán
6. Gora Sartaguda!
7. Ke le voy a hacer
8. Akatu!
9. Kualkier día (cançó que avui versionen infinitat de grups punks, fins i tot Boikot)
10. Mi primer amor
11. Potrotaino
12. Bitxo raro
13. Iruñea, 6 de Julio
14. Piperrak

- Dos anys després van treure el segon i últim disc Los muertos de siempre, Discos Suicidas, 1996.

1. Revolución
2. En Chiapas
3. Zoofilia
4. La hora 0
5. Autosuficiencia (versió del mitic grup punk dels 80 Parálisis Permanente)
6. Beste biktima bat
7. Okupados
8. Ahórkate
9. Julián
10. A la mierda
11. Deskontrol
12. Kondenados
13. Anarkía

### DVD
- Kualkier día, GOR discos, 2003. Recull diversos concerts i assajos del grup.

### CD/DVD
- La kemos liau, Autoeditat, 2009, Directe CD + DVD.